# Wikariat generalny cieszyński
Wikariat generalny cieszyński – wikariat utworzony w 1770 na terytorium diecezji wrocławskiej pozostałym przy Austrii po wojnach śląskich i rozdzieleniu granicą terytorium diecezji między zwycięskim Królestwem Prus, które zagarnęło większą część terytorium diecezji z Wrocławiem, i Austrią Habsburgów.
Po stronie austriackiej pozostały dwa obszary rozdzielone pozostałą częścią Śląska Austriackiego (księstwa opawsko-karniowskiego) podlegającej diecezji ołomunieckiej (od 1777 archidiecezji). Na wschodzie był to obszar istniejącego od 1654 biskupiego komisariatu cieszyńskiego, a na zachodzie obszar dawnego biskupiego księstwa nyskiego, na którym w 1746 utworzony biskupi komisariat nyski (frywałdowski). W początkowym okresie na obszar Wikariatu składało się 6 dekanatów komisariatu cieszyńskiego: Bielsko, Cieszyn, Frydek, Frysztat, Karwina, Strumień. W części nyskiej znalazło się 16 parafii stanowiących fragmenty trzech dekanatów, a po utworzeniu komisariatu w 1747 utworzono na jego obszarze 4 dekanaty (Frývaldov, Jánský Vrch, Vidnava i Cukmantl), ponadto 1 nową parafię i 12 lokalii.
Początkowo częścią pozostałą przy Austrii zarządzał biskup wrocławski Philipp Gotthard von Schaffgotsch rezydujący na zamku Johannesberg (cz. Jánský Vrch na terenie miasta Javorník). W 1770 pierwszym Generalnym Wikariuszem został Justus Wilhelm, dziekan frydecki. Przez następne lata Habsburgowie starali się utworzyć osobne biskupstwo w Opawie, jednak bez powodzenia. W 1795 zmarli biskup Philipp Gotthard von Schaffgotsch oraz Wikariusz Generalny Justus Wilhelm, a nowym biskupem we Wrocławiu został Joseph Christian Hohenlohe-Bartenstein, który zatwierdzeniem cesarskiego dokumentu quoad temporalia unormował prawny status Wikariatu Generalnego. Następnym prawnym Wikariuszem Generalnym został dotychczasowy komisarz i dziekan cieszyński ks. Antoni Alojzy Löhn. Następni rezydowali również we Frydku, Bielsku, Frysztacie i Strumieniu, ale przeważnie w Cieszynie. Na stałe siedzibą Wikariatu generalnego Cieszyn został, gdy siódmym z kolei Generalnym Wikariuszem uczyniono ks. Franciszka Śniegonia w 1872, od 1883 uroczyście konsekrowany na biskupa-sufragana. Następujący po nim ks. Karol Findinski zanim przeniósł się z Frydka postanowił wybudować nową siedzibę w Cieszynie. Neobarokowy budynek ukończono w 1894. W 1891 biskup Georg Kopp utworzył funkcję kanclerza Generalnego Wikariatu powoływanego we Wrocławiu. Po podziale Śląska Cieszyńskiego w 1920 władza cieszyńskiego wikariatu została ograniczona tylko do jego polskiej części. Generalny Wikariat zniesiono wraz z utworzeniem diecezji katowickiej w 1925, do której to włączono podległe mu dekanaty bielski, cieszyński, skoczowski i strumieński. Parafie w czechosłowackiej części Śląska pozostały częścią archidiecezji wrocławskiej, podzielono je na dwa komisariaty: czechosłowackiego zachodniego (nyski) i wschodniego Śląska (cieszyński). W 1947 utworzyły Apostolską Administraturę w Czeskim Cieszynie, podległą Watykanowi aż do 1978 roku, kiedy to zostały włączone do archidiecezji ołomunieckiej.

## Generalni wikariusze
1. ks. Justus Wilhelm, hr. Prażma (1770-1795)
2. ks. Antoni Alojzy Löhn (1796-1806)
3. ks. Józef Karol Schipp (1806-1836)
4. ks. Paweł Prutek (1836-1842)
5. ks. dr Mateusz Opolski (1843-1850)
6. ks. Antoni Helm (1850-1872)
7. ks. Franciszek Śniegoń (1872-1891)
8. ks. Karol Findiński (1892-1897)
9. ks. Karol Hudziec (1897-1902)
10. ks. Jerzy Kolek (1902-1926)